# Der Angriff
Der Angriff (Anfallet på svenska) var en propagandatidning som utgavs i Berlin från 1927 till 1945. 
Grundare och utgivare var Tysklands nazistiske minister för folkupplysning och propaganda, Joseph Goebbels. Tidningen utkom ursprungligen med två nummer i veckan; 1940 blev den dagstidning.